# Sasha Roiz
Sasha Roiz (Tel Aviv, 21 de octubre de 1973) es un actor israelí-canadiense. Es conocido por su interpretación de Sam Adama en la serie de televisión de ciencia ficción, Caprica. A partir del 2011, protagoniza como el capitán Sean Renard, en la serie de fantasía Grimm. En 2017 y 2018 aparece en la serie "Salvation" como el presidente Monroe Bennet.
En 2019 interpreta a Pavel Barock, en todas las temporadas de la, serie británica "Departure: vuelo 716".
Roiz es un apellido español, variante de Rodríguez y Ruiz. Es decir, que las raíces de este actor son sefarditas.

## Primeros años
Roiz nació en Tel Aviv, Israel, de padres judíos rusos. La familia se mudó a Montreal, Canadá en 1980. Roiz estudió historia antes de unirse a una escuela teatral en Montreal. Luego se graduó de la Escuela de Actuación Guildford en Inglaterra.

## Carrera
Ha aparecido en varias series populares, incluyendo CSI: Miami, House M. D., NCIS, The Mentalist, Lie to Me, y Terminator: The Sarah Connor Chronicles. Roiz tuvo un papel recurrente en Almacén 13 como Marcus Diamond. 
En 2008, tuvo el papel de Sam Adama en Caprica, un spin-off de Battlestar Galactica. Sam frecuentemente se encuentra con su hermano abogado, Joseph Adama, interpretado por Esai Morales. Su personaje es también el tío de William Adama. El 28 de abril de 2009, su papel fue expandido como regular.
Dijo en una entrevista que luego se le reveló que su personaje sería gay, algo que él sintió como una oportunidad de explorar la dinámica relación de un personaje gay en un set de ciencia ficción, como también para explorar la cuestión de la homosexualidad en un nivel social. En 2012, fue como invitado en la segunda temporada de la comedia de Jane Espenson, Husbands.

## Filmografía
| Año  | Título                 | Papel                   | Notas |
| ---- | ---------------------- | ----------------------- | ----- |
| 2004 | The Day After Tomorrow | Parker                  |       |
| 2005 | Assault on Precinct 13 | Jason Elias             |       |
| 2005 | Land of the Dead       | Manolete                |       |
| 2006 | 16 Blocks              | Det. Kaller             |       |
| 2006 | Man of the Year        | Donald Tilson           |       |
| 2010 | Unthinkable            | Interrogador Lubitchich |       |
| 2012 | Extracted              | Tom                     |       |
| 2014 | Pompeii                | Proculus                |       |

| Año       | Título                                  | Papel                 | Notas |
| --------- | --------------------------------------- | --------------------- | --- |
| 2001      | Largo Winch                             | Sergei                | Episodio: "Endgame"                                                                                             |
| 2003      | Playmakers                              | Stephen Lyles         | 6 episodios |
| 2003      | Mutant X                                | Nathaniel             | Episodio: "Wasteland"                                                                                           |
| 2004      | Missing                                 | Randall Markham       | Episodio: "In the Midnight Hour"                                                                                |
| 2004      | Kevin Hill                              | Nick Bratt            | Episodio: "Gods and Monsters"                                                                                   |
| 2005      | Tilt                                    | Blake                 | Episodios: "Gentleman Jim" "Nobody Ever Listens"                                                                |
| 2005      | Show Me Yours                           | Chazz Banks           | 8 episodios |
| 2005      | Beautiful People                        | Sr. Tabor             | Episodios: "Pilot" "Point and Shoot" "Reload" "Photo Finish"                                                    |
| 2006      | G-spot                                  | Jackson               | Episodio: "Aquaman" "Lucky"                                                                                     |
| 2006      | The Jane Show                           | Ted                   | Episodios: "Thursday Night Rules" "Close Friends"                                                               |
| 2006      | The Path to 9/11                        | Nick Demoia           | Miniserie |
| 2007      | Jeff Ltd.                               | Taylor Bloom          | Episodios: "In the End You Get What You Deserve" "Body by Jeff" "Nightmare on Stevens Street" "The Manipulator" |
| 2007      | NCIS                                    | NCIS Agente Rick Hall | Episodio: "Grace Period"                                                                                        |
| 2007      | CSI: Miami                              | Darren Butler         | Episodio: "Guerillas in the Mist"                                                                               |
| 2007      | Across the River to Motor City          | Ben Ford              | Regular |
| 2008      | Terminator: The Sarah Connor Chronicles | Oficial de policía    | Episodio: "Gnothi Seauton"                                                                                      |
| 2008      | Burn Up                                 | David MacCready       | Miniserie |
| 2009      | Lie to Me                               | Capitán David Markov  | Episodio: "A Perfect Score"                                                                                     |
| 2009      | The Mentalist                           | Keith Wolcutt         | Episodio: "Crimson Casanova"                                                                                    |
| 2010      | In Plain Sight                          | Anton Ivanov          | Episodio: "Love's Faber Lost"                                                                                   |
| 2010      | CSI: Crime Scene Investigation          | Danny Macklin         | Episodio: "Pool Shark"                                                                                          |
| 2010      | Caprica                                 | Sam Adama             | Regular |
| 2011      | House                                   | Driscoll              | Episodio: "Carrot or Stick"                                                                                     |
| 2011      | Castle                                  | Bobby Stark           | Episodio: "Pretty Dead"                                                                                         |
| 2011      | Warehouse 13                            | Marcus Diamond        | 7 episodios |
| 2011      | It's Always Sunny in Philadelphia       | Adriano Calvanese     | Episodios: "The High School Reunion" "The High School Reunion Part 2: The Gang's Revenge"                       |
| 2011-2017 | Grimm                                   | Capitán Sean Renard   | Regular |
| 2019      | Lucifer                                 | Sheriff               | Episodio 1,Temporada 4                                                                                          |
| 2019      | 911                                     | Dect Lou Ransone      | Temporada 3 |
| 2017      | Salvation                               | Beneth                | |